# Sunipia
Sunipia – rodzaj roślin z rodziny storczykowatych (Orchidaceae). Do rodzaju zaliczanych jest 24 gatunków. Rośliny występują w Azji, w południowo-centralnych Chinach, w Tybecie, Bangladeszu, Nepalu, Laosie, Mjanmie, Tajlandii, Wietnamie oraz na Tajwanie.
Obrót roślinami tego rodzaju jest ograniczony, aby uniknąć wykorzystywania, które mogłoby doprowadzić do jego zagrożenia bądź wyginięcia

## Systematyka
Rodzaj sklasyfikowany do podplemienia Dendrobiinae w plemieniu Dendrobieae, podrodzina epidendronowe (Epidendroideae), rodzina storczykowate (Orchidaceae), rząd szparagowce (Asparagales) w obrębie roślin jednoliściennych.
Rośliny te włączane są także do rodzaju bulbofylum Bulbophyllum.
Wykaz gatunków
- Sunipia andersonii (King & Pantl.) P.F.Hunt
- Sunipia angustipetala Seidenf.
- Sunipia annamensis (Ridl.) P.F.Hunt
- Sunipia australis (Seidenf.) P.F.Hunt
- Sunipia bicolor Lindl.
- Sunipia candida (Lindl.) P.F.Hunt
- Sunipia cirrhata (Lindl.) P.F.Hunt
- Sunipia cumberlegei (Seidenf.) P.F.Hunt
- Sunipia dichroma (Rolfe) T.B.Nguyen & D.H.Duong
- Sunipia grandiflora (Rolfe) P.F.Hunt
- Sunipia hainanensis Z.H.Tsi
- Sunipia intermedia (King & Pantl.) P.F.Hunt
- Sunipia jainii Hynn. & Malhotra
- Sunipia kachinensis Seidenf.
- Sunipia minor (Seidenf.) P.F.Hunt
- Sunipia nepalensis Raskoti & Ale
- Sunipia nigricans Aver.
- Sunipia pallida (Aver.) Aver.
- Sunipia rimannii (Rchb.f.) Seidenf.
- Sunipia scariosa Lindl.
- Sunipia soidaoensis (Seidenf.) P.F.Hunt
- Sunipia thailandica (Seidenf. & Smitinand) P.F.Hunt
- Sunipia virens (Lindl.) P.F.Hunt
- Sunipia viridis (Seidenf.) P.F.Hunt